# Ocotea kenyensis
Ocotea kenyensis là một loài thực vật thuộc họ Lauraceae. Loài này có ở Cộng hòa Dân chủ Congo, Ethiopia, Kenya, Malawi, Mozambique, Rwanda, Nam Phi, Sudan, Swaziland, Tanzania, Uganda, và Zimbabwe. Chúng hiện đang bị đe dọa vì mất môi trường sống.